# طول (آواشناسی)
در آواشناسی، طول یا کمیت به مدت زمانی اشاره دارد که یک آوا ادا می‌شود. طول هم در مورد مصوت‌ها و هم صامت‌ها (به صورت تشدید) مطرح است اما در اغلب زبان‌ها تغییر در طول بیشتر در ادای مصوت‌ها دیده می‌شود. در بسیاری از زبان‌ها یا بسیاری موقعیت‌ها در یک زبان خاص، تغییر در طول ادای آوا ممکن است هیچ تفاوت معنایی‌ای ایجاد نکند. یک مثال از زبانی که طول آوا در آن می‌تواند تفاوت معنایی ایجاد کند عربی است.
زبان‌شناسان غربی در قدیم برای نشان دادن طول از دیاکریتیک (اعراب‌گذاری) بر روی همان حروف لاتین استفاده می‌کردند. امروزه در الفبای IPA برای نشان دادن طویل بودن مصوت از یک نویسهٔ دونقطه ویژه : استفاده می‌شود که نباید آن را با دونقطهٔ عادی اشتباه گرفت. همین نویسه برای نشان دادن صامت‌ها نیز به کار می‌رود، اما طویل بودن صامت را با تکرار کردن حرف مربوط به آن صامت نیز نشان می‌دهند. نویسه‌هایی مخصوص دیگری نیز برای نشان دادن آواهای نیمه‌طویل یا بسیار طویل در نظر گرفته شده‌است.